# 靈道穴
靈道穴(Lingdao, HT4)，穴道名，屬手少陰心經，亦為五輸穴的經穴，五行屬金。靈，神靈；道，通道。心主神靈，此穴在尺側腕曲肌腱橈側溝，猶如通向神靈之道。

## 定位
腕橫紋上1.5寸，尺側腕曲肌腱的橈側。
解剖：在尺側腕曲肌與指淺曲肌之間，深層為指伸曲肌，有尺動脈通過。布有前臂內側皮神經，尺側為尺神經。

## 刺灸法
直刺0.3─0.5寸
針0.2─0.4寸，灸2─3壯

## 主治
心痛、胃脘疼痛、乾嘔、瘈瘲、暴喑、肘臂攣痛、臂外廉疼痛、目赤腫、手濕癢不仁、癔病

## 參照
腧穴列表